# Берегсеу-Мік
Берегсеу-Мік (рум. Beregsău Mic) — село у повіті Тіміш в Румунії. Входить до складу комуни Секелаз.
Село розташоване на відстані 427 км на захід від Бухареста, 19 км на захід від Тімішоари.

## Населення
За даними перепису населення 2002 року у селі проживали 811 осіб.
Національний склад населення села:
| Національність | Кількість осіб | Відсоток |
| -------------- | -------------- | -------- |
| румуни         | 660            | 81,4%    |
| серби          | 141            | 17,4%    |
| угорці         | 10             | 1,2%     |

Рідною мовою назвали:
| Мова      | Кількість осіб | Відсоток |
| --------- | -------------- | -------- |
| румунська | 659            | 81,3%    |
| сербська  | 143            | 17,6%    |
| угорська  | 9              | 1,1%     |